# This Time (UFO)
This Time è un singolo del gruppo musicale inglese UFO, pubblicato nel 1986.

## Tracce
Lato A
1. This Time – 3:40

Lato B
1. The Chase – 3:40